# Gudanhalli, Sedam
Gudanhalli là một làng thuộc tehsil Sedam, huyện Gulbarga, bang Karnataka, Ấn Độ.